# Альбертон
Альбертон (англ. Alberton) — город провинции Гаутенг Южно-Африканской Республики.
Находится в 15 км юго-восточнее Йоханнесбурга и 76 км от г. Претории.
Население — 121 536 человек (2011). Негры составляют 26,5 % населения города, белые — 53,2 %, цветные — 14,4 %, азиаты — 4,9 %, остальные — 0,9 %.

## История
Возник в 1905 году. Близость к крупным населенным пунктам определила характер города, теперь это типичный спальный район, в котором проживают работающие, в основном, в Йоханнесбурге.
Сегодня Альбертон состоит из 18 пригородов : Alberante, Albermarle, Albertsdal, Alberton North, Alrode, Brackendowns, Brackenhurst, Eden Park, Florentia, Mayberry Park, Meyersdal, New Redruth, Palm Ridge, Randhart, Raceview, South Crest, Thokoza, Verwoerdpark.
В Альбертоне есть несколько торговых центров, библиотек, поликлиник, больниц и развлекательных заведений.
- Ройял Йорк Билдинг
- Почтамт
- Церковь
- Авеню Van Riebeeck
- Старый городской магистрат
- Торговый центр
- Поле для гольфа
- Die Blou Meul
- Здание местных властей
- Автовокзал

## Известные уроженцы и жители
- Ханс Вонк (р. 1970) — южноафриканский футбольный вратарь.
- Фильюн, Маре (1915—2007) — Президент ЮАР в 1978 и 1979—1984 гг.